# Comuna Krîve, Popilnea
Krîve (în ucraineană Кривенська сільська рада) este o comună în raionul Popilnea, regiunea Jîtomîr, Ucraina, formată din satele Krîve (reședința) și Rudka.

## Demografie
Componența lingvistică a comunei Krîve
     Ucraineană (97,99%)
     Rusă (1,86%)
     Alte limbi (0,15%)
Conform recensământului din 2001, majoritatea populației comunei Krîve era vorbitoare de ucraineană (97,99%), existând în minoritate și vorbitori de rusă (1,86%).